# Cortex (banda)
Cortex es una banda francesa de jazz-funk originaria de París, activa desde 1974 a 1982 y de 2009 al presente. El grupo es liderado por el pianista y compositor Alain Mion, quien ha sido el único miembro estable durante sus diferentes etapas.
Cortex es mayormente conocido por su álbum debut de 1975, Troupeau Bleu, que desde los años 90 se revalorizó como una obra de culto por su uso como sample en diversas canciones de hiphop.

## Historia

### Primera etapa

#### 1974-1975: formación yTroupeau Bleu
Cortex se formó en 1974, cuando el pianista francés Alain Mion contestó a un anuncio en el American Center de París del baterista Alain Gandolfi y el bajista estadounidense Jeff Huttner, quienes deseaban tocar con alguien de la zona. Previamente, Mion y Huttner ya habían compuesto y tocado juntos en varios clubes de la capital en un trío de jazz con el guitarrista Alan Jaffe.

## Miembros
Miembros actuales
- Alain Mion –  piano, voz (1974-1982, 2009-presente)

Miembros anteriores
- Jeff Huttner –  bajo (1974-1975)
- Alain Gandolfi –  batería (1974-1982)
- Mireille Dalbray –  voz (1975-?)
- Jean Grevet –  bajo (1975-?)
- Alain Labib –  saxofón (1975-?)

## Discografía
Álbumes de estudio
- 1975: Troupeau Bleu
- 1977: Vol. 2
- 1978: Pourquoi
- 2006: Inèdit 79